# Acmenychus discernenda
Acmenychus discernenda es un coleóptero de la familia Chrysomelidae.
Fue descrita científicamente por primera vez en 1949 por Uhmann.